# Атанас Костадинов
Атанас Петров Костадинов е български политик.

## Биография
Завършил е две магистратури – социология и философия в Софийски университет „Св. Климент Охридски“. Специализирал е в Харвардския университет.
Преди 29 г. се включва в редиците на БСП. Оглавявал е националния съвет по „Околна среда и климатични промени“ към БСП. Член е на съветите по „Местна власт“ и „Финанси, икономика и енергетика“. 
В периода 2005 – 2009 г. е бил заместник-министър на околната среда и водите, а през 2013 г. отново е назначен на същия пост.
През 2014 г. е президент на Международната комисия за защита на река Дунав към ООН. След 2014 г. е мениджър в областта на социологическите и маркетинг изследвания и управлява инвестиционни проекти.